# Warnant-Dreye
Warnant-Dreye is een plaats in de Belgische provincie Luik en een deelgemeente van Villers-le-Bouillet. De deelgemeente bestaat uit de dorpen Warnant en Dreye.

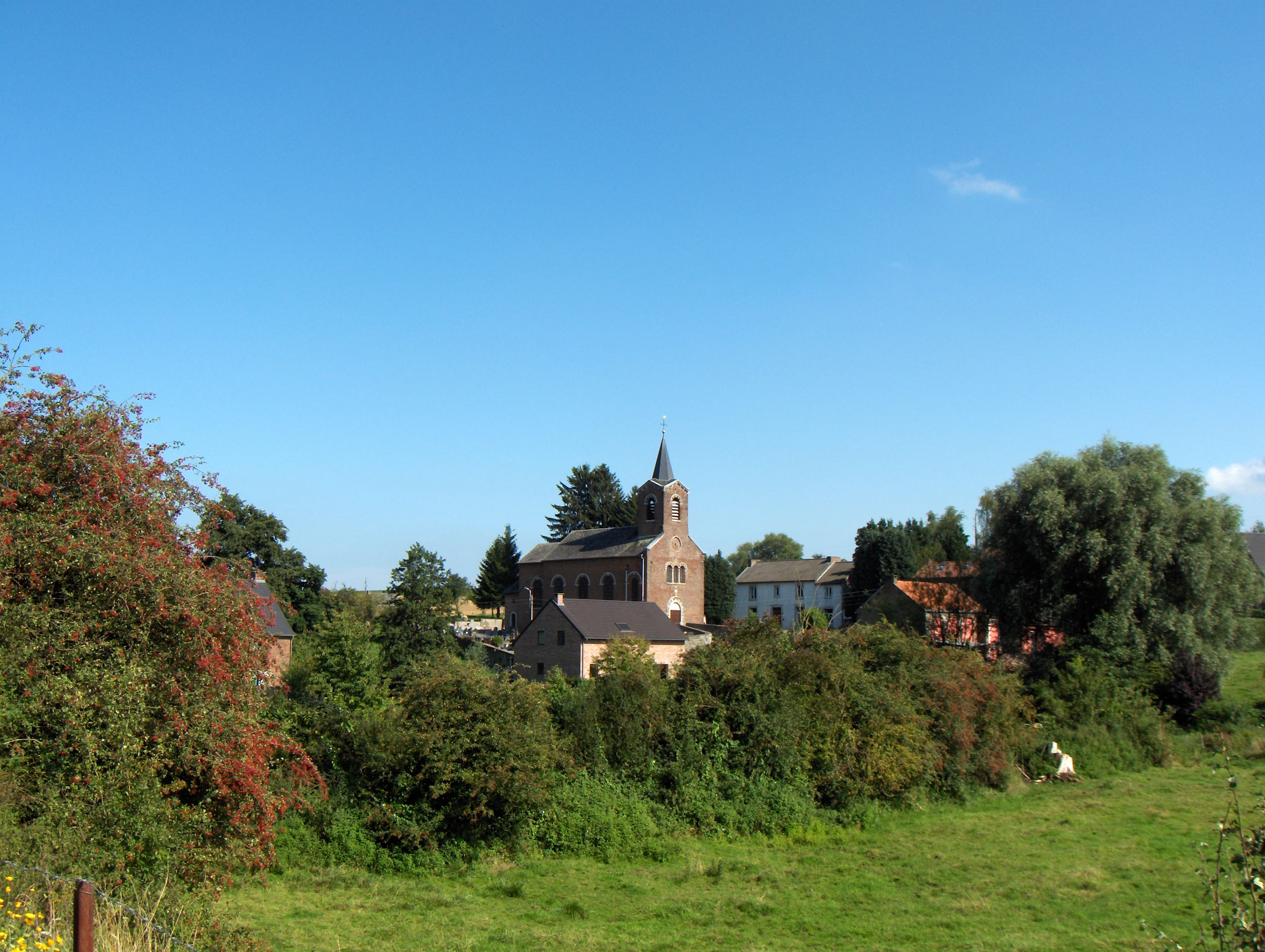
Kerk van Dreye

## Geschiedenis
Op de Ferrariskaart uit de jaren 1770 zijn de dorpen Warnont en Drey weergegeven, zo'n twee kilometer van elkaar. Op het eind van het ancien régime werden Warnant en Dreye elk gemeenten. In 1823 werden Warnant en Dreye samengevoegd in de nieuwe gemeente Warnant-Dreye.
Bij de gemeentelijke fusies van 1977 werd Warnant-Dreye een deelgemeente van Villers-le-Bouillet.

## Bezienswaardigheden
Zie bij de plaatsen Warnant en Dreye.

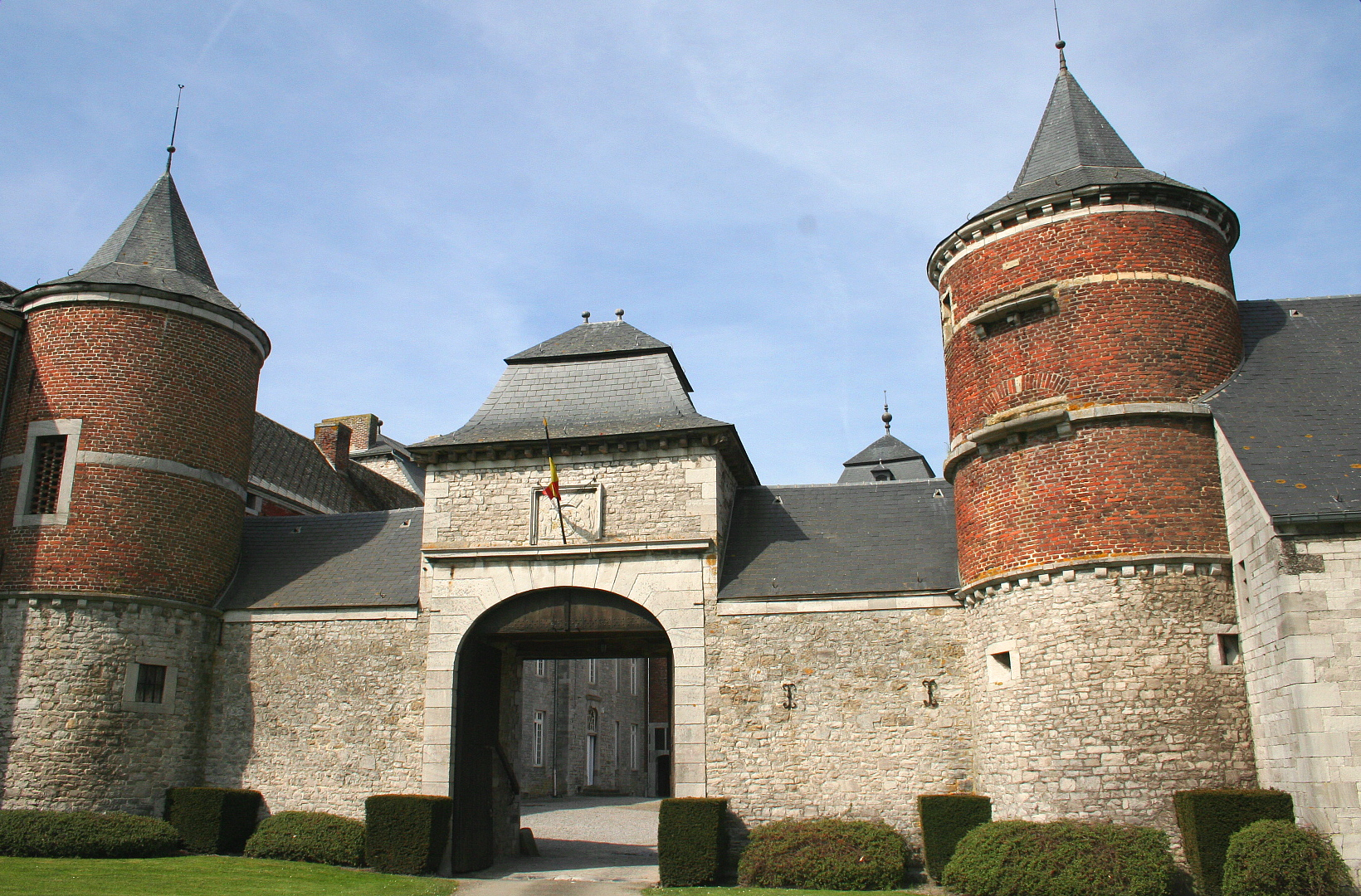
Kasteel van Oultremont
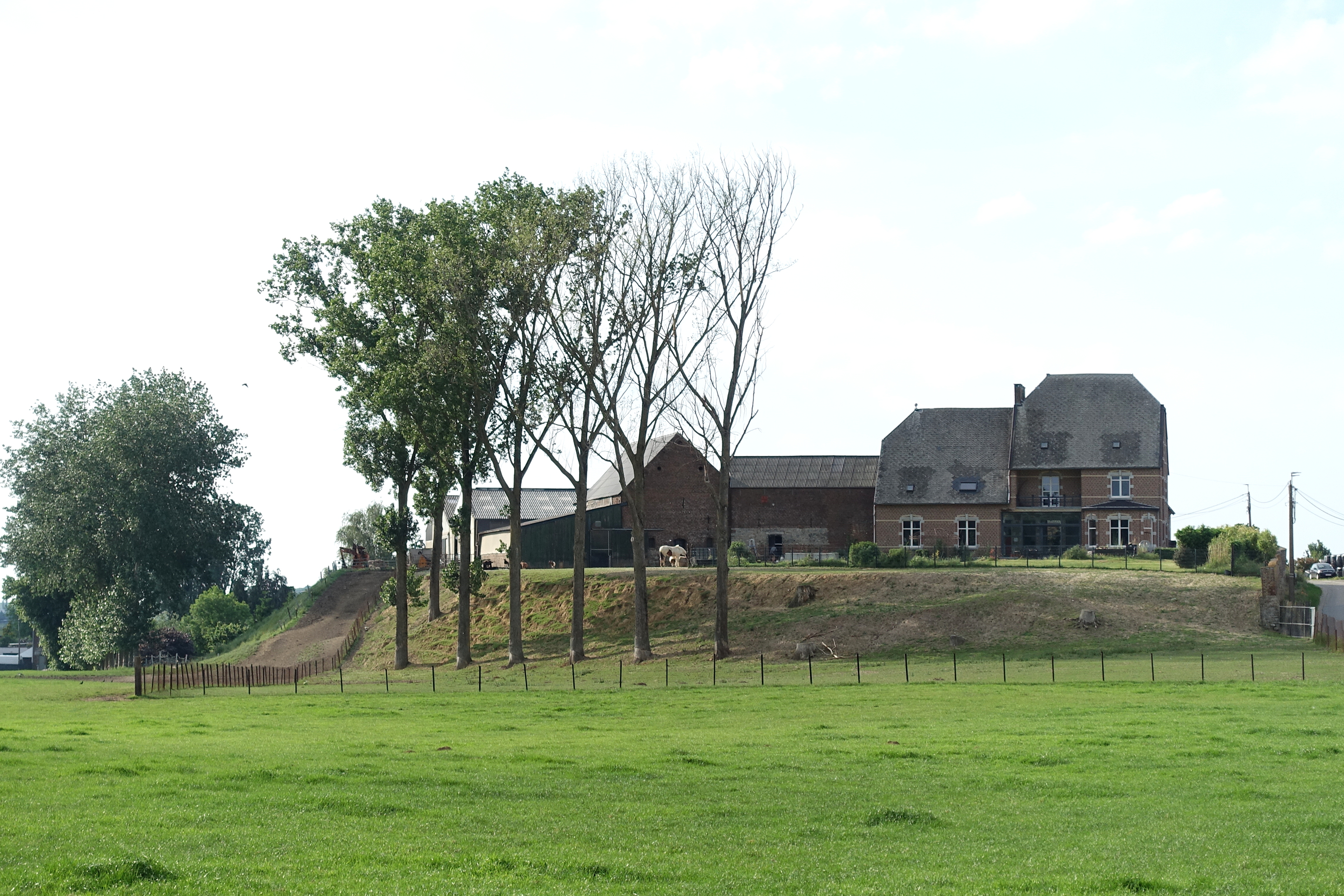
Ferme de Montjoie of des Burettes:  voormalig versterkt eigendom van de Tempeliers op een motte
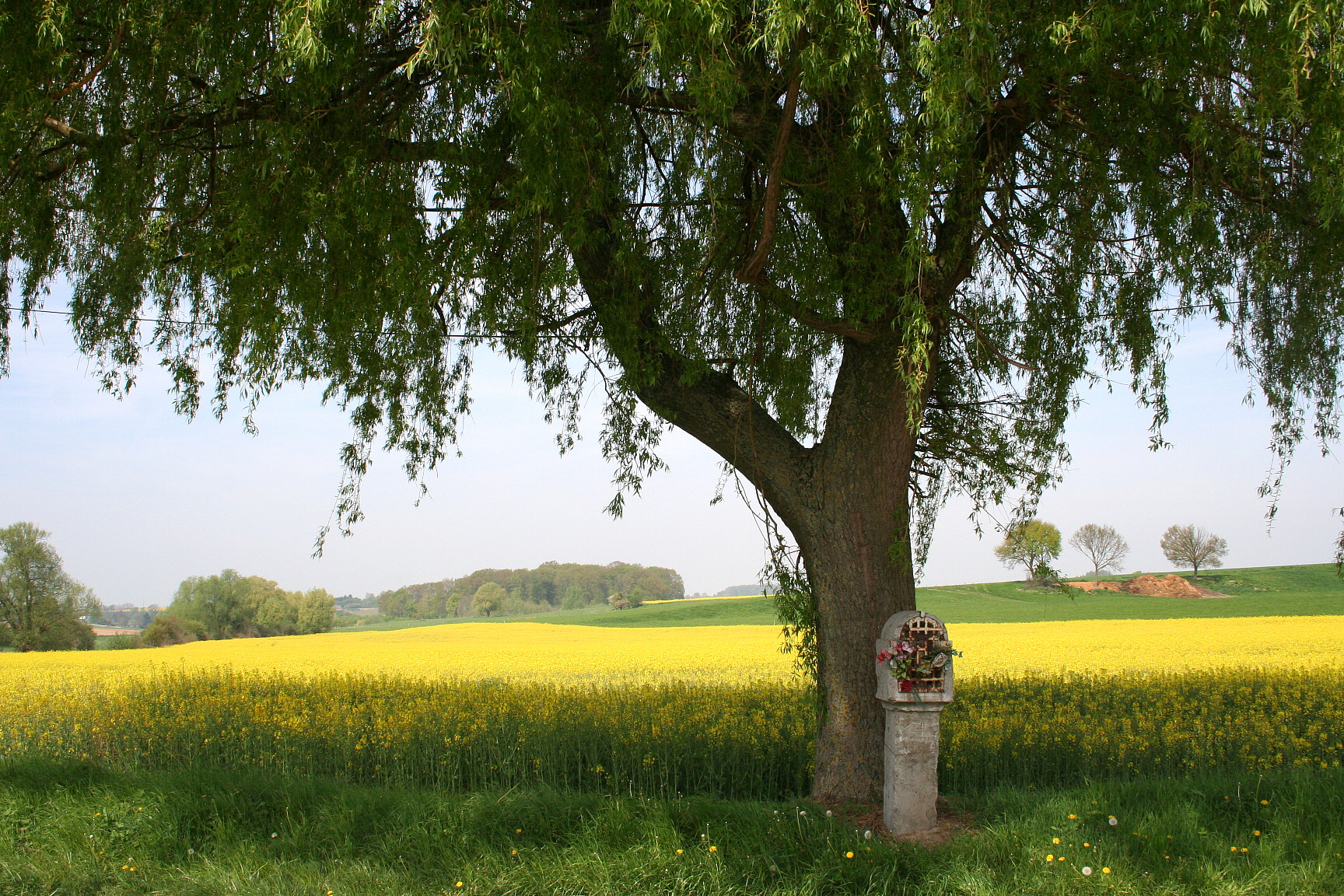
rue des Burettes - kapelletje Notre-Dame de la Salle
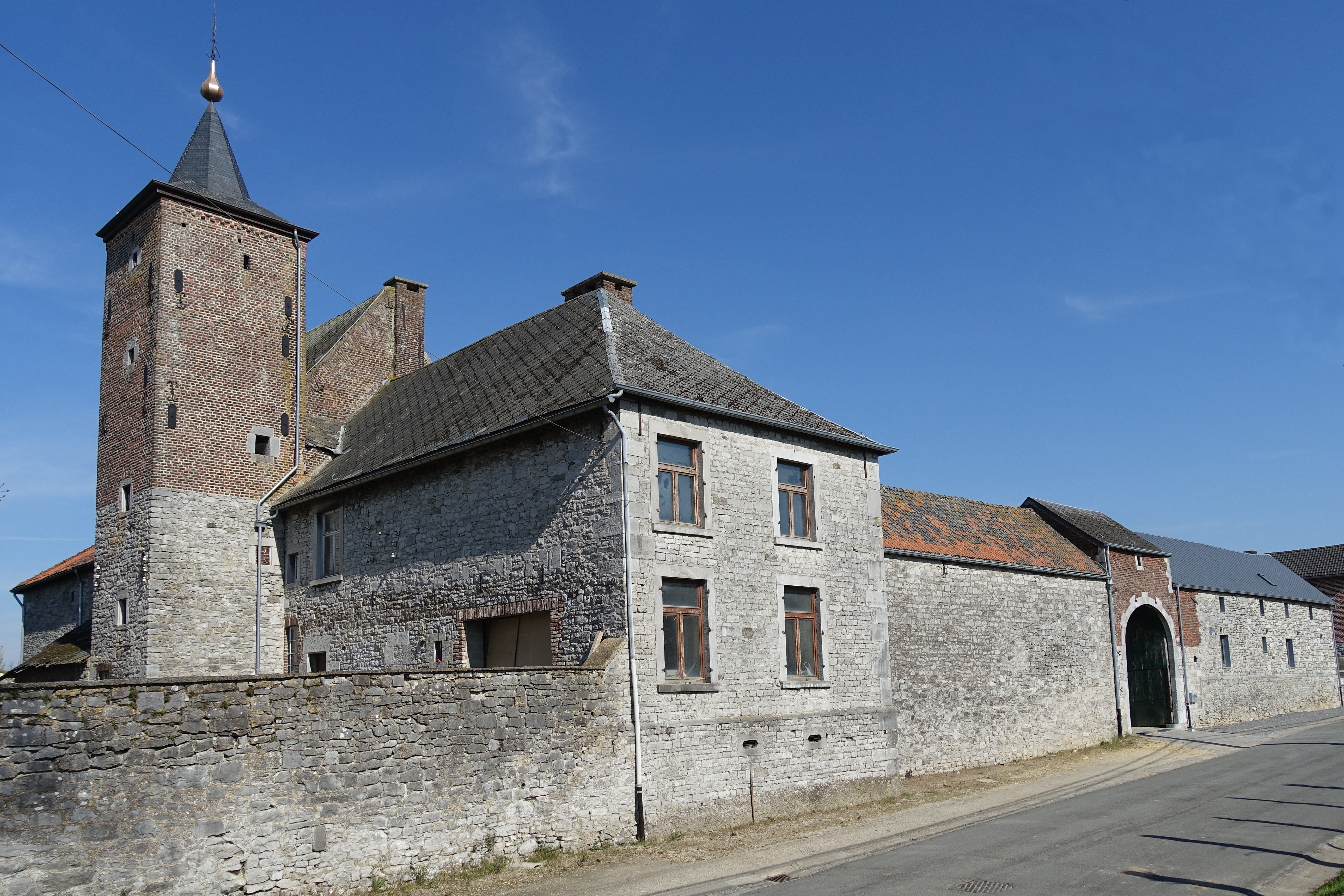
Ferme de la Tour
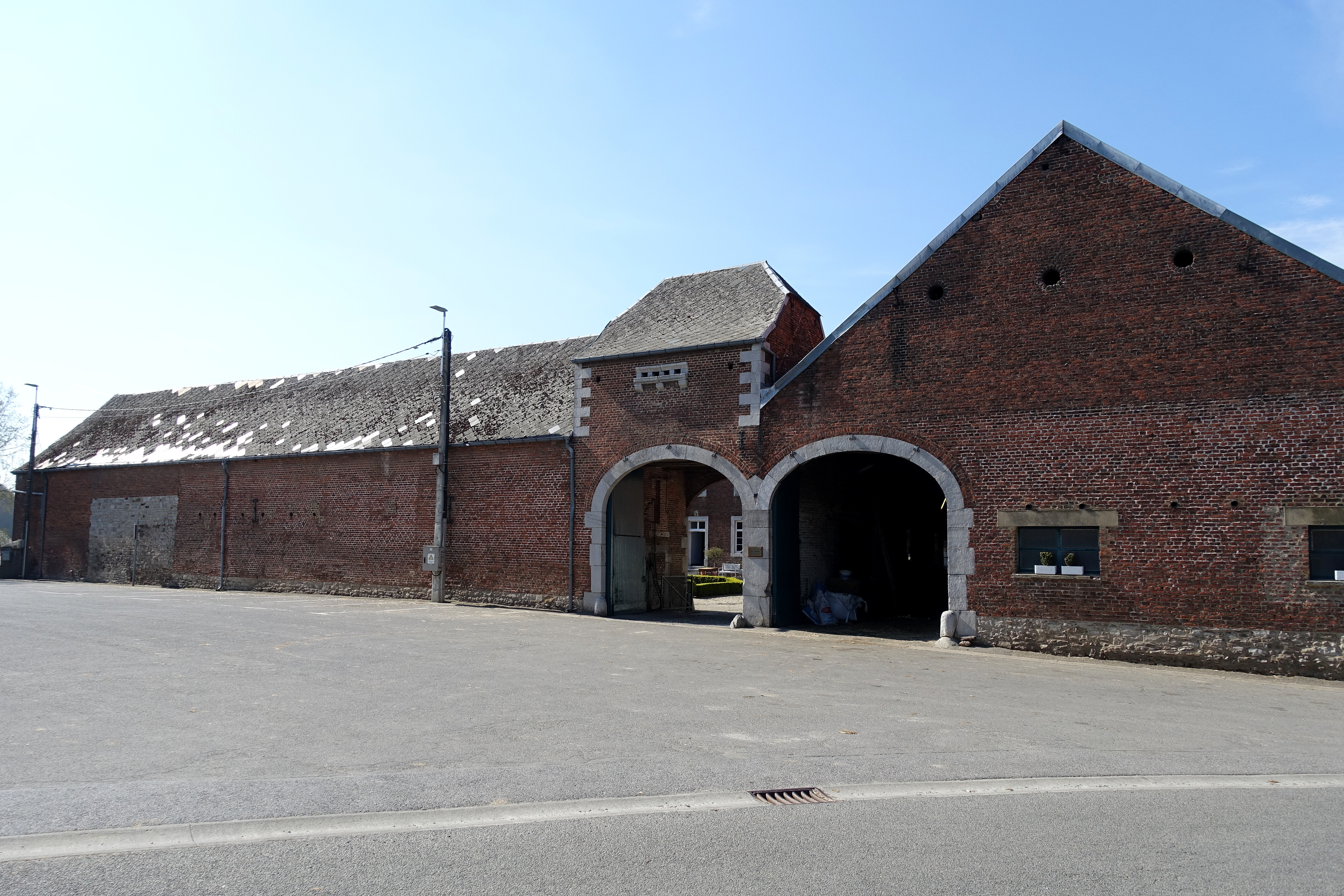
Ferme de Waha
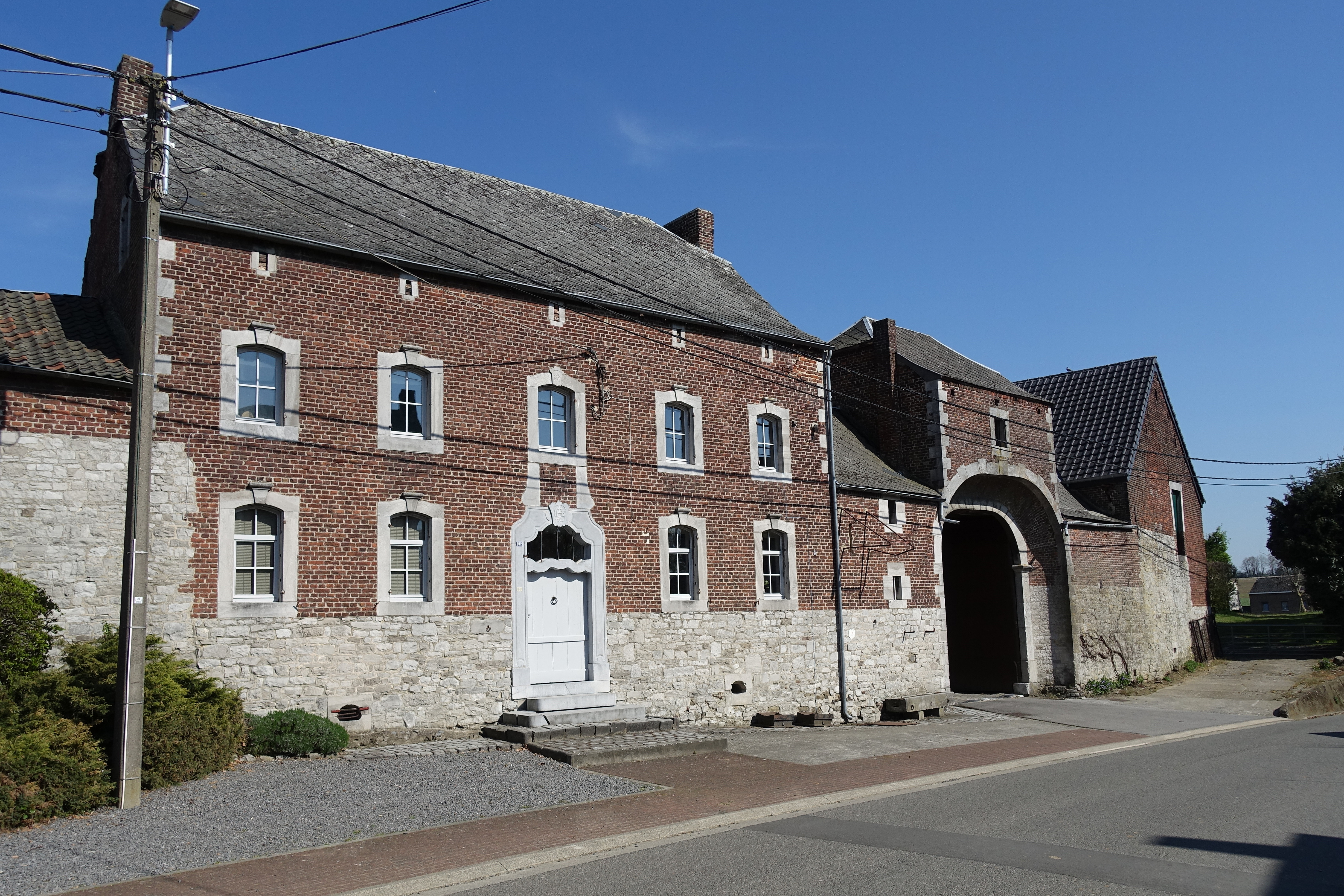
Ferme du Vieux Château

## Demografische ontwikkeling
- Bronnen:NIS, Opm:1831 tot en met 1970=volkstellingen, 1976= inwoneraantal op 31 december